# Alex Maximiliano Silva
Alex Maximiliano Silva Garrel (Montevideo, Uruguay, 14 de noviembre de 1990) es un futbolista uruguayo. Juega como delantero y su equipo actual es Progreso de la Primera División de Uruguay.

## Trayectoria
Comenzó en las inferiores de Central Español. Debutó en primera división el 30 de agosto de 2009, en un partido que finalizó empatado 2 a 2 contra River Plate. Ese día también anotó su primer gol, pero salió sustituido por Gonzalo da Luz al 59. 
En agosto de 2011 pasó a Boston River, con el cual disputó 19 juegos y convirtió 1 gol. En 2013 fichó por Oriental. Después, el 29 de julio de 2014, se confirmó su fichaje por el Parrillas One, un modesto club de la liga hondureña. Tras una lesión y pocas chances (un solo juego disputado), regresó a Uruguay para fichar por Villa Española. Para el segundo semestre de 2015 volvió a Oriental y se consolidó como goleador. 
En enero de 2016 se trasladó al Ñublense de Chile. 
Durante su estadía en el Rampla Juniors Fútbol Club, fue goleador del club.

## Estadísticas

### Clubes
- Actualizado hasta el 19 de junio de 2022.

| Central Español · Uruguay | 1.ª                 | 2009-10             | 10  | 1  | - | - | - | - | 10  | 1  | 0,00 |
| Central Español · Uruguay | 1.ª                 | 2010-11             | 6   | 1  | - | - | - | - | 6   | 1  | 0,16 |
| Central Español · Uruguay | Total club          | Total club          | 16  | 2  | - | - | - | - | 16  | 2  | 0,12 |
| Boston River · Uruguay | 2.ª                 | 2011-12             | 11  | 0  | - | - | - | - | 11  | 0  | 0,00 |
| Boston River · Uruguay | 2.ª                 | 2012-13             | 10  | 1  | - | - | - | - | 10  | 1  | 0,10 |
| Boston River · Uruguay | Total club          | Total club          | 21  | 1  | - | - | - | - | 21  | 1  | 0,04 |
| Oriental · Uruguay | 3.ª                 | 2013-14             | 0   | 0  | - | - | - | - | 0   | 0  | 0,00 |
| Oriental · Uruguay | 2.ª                 | 2015-16             | 7   | 7  | - | - | - | - | 7   | 7  | 1,00 |
| Oriental · Uruguay | Total club          | Total club          | 7   | 7  | - | - | - | - | 7   | 7  | 1,00 |
| Parrillas One Honduras | 1.ª                 | A-2014              | 1   | 0  | - | - | - | - | 1   | 0  | 0,00 |
| Parrillas One Honduras | Total club          | Total club          | 1   | 0  | - | - | - | - | 1   | 0  | 0,00 |
| Villa Española · Uruguay | 2.ª                 | 2014-15             | 13  | 4  | - | - | - | - | 13  | 4  | 0,30 |
| Villa Española · Uruguay | Total club          | Total club          | 13  | 4  | - | - | - | - | 13  | 4  | 0,30 |
| Ñublense · Chile | 2.ª                 | 2015-16             | 13  | 1  | - | - | - | - | 13  | 1  | 0,07 |
| Ñublense · Chile | Total club          | Total club          | 13  | 1  | - | - | - | - | 13  | 1  | 0,07 |
| Torque · Uruguay | 2.ª                 | 2016                | 8   | 3  | - | - | - | - | 8   | 3  | 0,37 |
| Torque · Uruguay | Total club          | Total club          | 8   | 3  | - | - | - | - | 8   | 3  | 0,37 |
| Rampla Juniors · Uruguay | 1.ª                 | 2017                | 29  | 11 | - | - | - | - | 29  | 11 | 0,37 |
| Rampla Juniors · Uruguay | Total club          | Total club          | 29  | 11 | - | - | - | - | 29  | 11 | 0,37 |
| Quilmes Argentina | 2.ª                 | 2017-18             | 5   | 1  | - | - | - | - | 5   | 1  | 0,20 |
| Quilmes Argentina | Total club          | Total club          | 5   | 1  | - | - | - | - | 5   | 1  | 0,20 |
| Fénix · Uruguay | 1.ª                 | 2018                | 9   | 1  | - | - | - | - | 9   | 1  | 0,11 |
| Fénix · Uruguay | 1.ª                 | 2019                | 25  | 8  | - | - | - | - | 25  | 8  | 0,32 |
| Fénix · Uruguay | Total club          | Total club          | 34  | 9  | - | - | - | - | 34  | 9  | 0,26 |
| Progreso · Uruguay | 1.ª                 | 2020                | 26  | 8  | - | - | 2 | 0 | 28  | 8  | 0,28 |
| Progreso · Uruguay | Total club          | Total club          | 26  | 8  | - | - | 2 | 0 | 28  | 8  | 0,28 |
| Deportivo Maldonado · Uruguay | 1.ª                 | 2021                | 0   | 0  | - | - | - | - | 0   | 0  | 0,00 |
| Deportivo Maldonado · Uruguay | 1.ª                 | 2022                | 1   | 0  | 0 | 0 | - | - | 1   | 0  | 0,00 |
| Deportivo Maldonado · Uruguay | Total club          | Total club          | 1   | 0  | 0 | 0 | - | - | 1   | 0  | 0,00 |
| Total en su carrera | Total en su carrera | Total en su carrera | 174 | 47 | 0 | 0 | 2 | 0 | 176 | 47 | 0,26 |
| (1) Las copas nacionales se refiere a la Copa Chile, Copa Argentina y la Copa AUF Uruguay. (2) Las copas internacionales se refiere a la Copa Libertadores y a la Copa Sudamericana. (3) Media de goles por encuentro. No incluye goles en partidos amistosos. |                     |                     |     |    |   |   |   |   |     |    |      |